# Kopidodon
Kopidodon ist eine heute ausgestorbene Gattung aus der Familie der Paroxyclaenidae, die zu den Pantolersta gehört, einer Gruppe früher, insektenfresserartiger Vertreter der Höheren Säugetiere. Sie lebte im Mittleren Eozän vor rund 47 Millionen Jahren und ist bisher nur aus der Grube Messel bei Darmstadt bekannt. Von dort sind mehrere vollständige Skelette überliefert, die ein mittelgroßes Tier mit langem Schwanz repräsentieren. Aufgrund des Skelettbaus kann auf eine teils baumkletternde Lebensweise geschlossen werden, die Struktur des Gebisses und zusätzlich aufgefundene Magenreste sprechen für eine pflanzliche Ernährungsweise. Die Erstbeschreibung von Kopidodon erfolgte 1933, die taxonomische Stellung wurde lange Zeit kontrovers diskutiert.

## Beschreibung

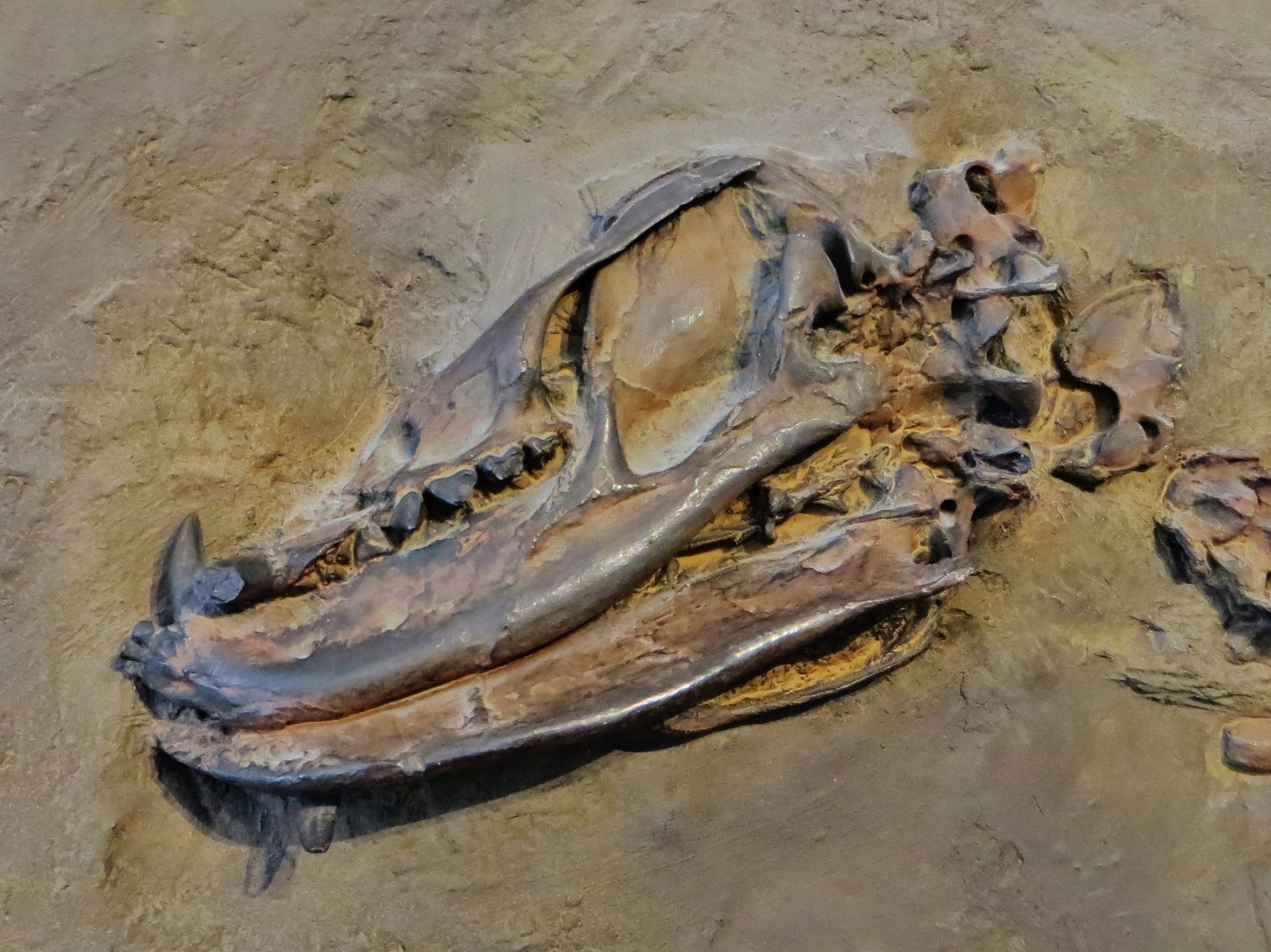
Schädel von Kopidodon

Kopidodon war ein mittelgroßes insektenfresserartiges Tier, welches eine Kopf-Rumpf-Länge von 55 bis 60 cm aufwies. Hinzu kam ein mit 47 bis 55 cm außerordentlich langer Schwanz. Das Körpergewicht wird auf etwa 3 bis 6 kg berechnet, womit Kopidodon etwa die Größe eines heutigen kleineren Dachses besaß. Der Schädel maß 13,3 bis 14 cm, die Breite an den auskragenden Jochbögen betrug bis zu 7,7 cm. In der Seitenansicht besaß der Schädel ein deutlich gerundetes Profil, was sich auch im Verlauf des Stirn- und Nasenbeins zeigt. Das Rostrum war nicht verlängert, sondern eher kurz und schmal. Das Hinterhauptsbein zog teils deutlich nach hinten aus. An den Kontaktflächen der Scheitelbeine war ein mitunter kräftiger Scheitelkamm ausgebildet. Das Augenfenster lag oberhalb des ersten Molaren, das davor gelagerte Foramen infraorbitale oberhalb des letzten Prämolaren.
Der Unterkiefer erreichte Längen von 10 bis 11 cm. Die beiden Äste waren an der Symphyse nicht verwachsen und nur durch Bänder miteinander verbunden. Unterhalb des dritten Prämolaren erreichte der Knochenkörper eine Höhe von 1,6 cm, zudem war die Unterseite der Äste deutlich nach unten gewölbt. Das Gebiss bestand aus 3 Schneidezähnen, 1 Eckzahn, 4 Prämolaren und 3 Molaren je Kieferast und war demzufolge gegenüber den frühen Höheren Säugetieren nicht reduziert, die Zahnformel lautete dadurch: {\displaystyle {\frac {3.1.4.3}{3.1.4.3}}}. Die Schneidezähne wiesen kleine Spitzen auf und wirkten mit durchschnittlich 3 bis 4 mm Kronenhöhe insgesamt sehr klein. Massiv war dagegen der Eckzahn ausgebildet, der einen tropfenförmigen Querschnitt besaß, seitlich abgeflacht war und leicht nach hinten gebogen verlief. Er wurde bis zu 2 cm lang und besaß hinten eine markant, scharfe, aber nicht gezähnte Kante. Ein Diastema zur hinteren Bezahnung bestand nur im Unterkiefer. Die Prämolaren hatten eine langschmale Form und spitze Zahnschmelzhöckerchen. Wie bei allen Vertretern der Paroxyclaernidae zeigte sich eine Tendenz zur Vergrößerung der hinteren Prämolaren. Dadurch war auch der letzte Vormahlzahn mit 7 mm Länge der längste Zahn im Gebiss. Die Molaren wurden durch einen tribosphenischen Zahnbau charakterisiert, der typisch für frühe Höhere Säugetiere ist. Dabei bildeten drei Zahnschmelzhöckerchen eine enge Gruppe (Trigon), die von den weiteren Höckern (Talon) durch eine tiefe Rille getrennt war. Der vorderste Molar erreichte bis zu 6 mm Länge, nach hinten nahm die Größe der Zähne als weiteres charakteristisches Kennzeichen der Familie deutlich ab.
Das Körperskelett ist aufgrund zahlreicher Fossilfunde gut bekannt. Die Wirbelsäule setzte sich aus 7 Hals-, bis zu 13 Brust-, maximal 9 Lenden-, 3 Kreuzbein- und 31 Schwanzwirbeln zusammen. Die Anzahl der Brustwirbel schwankt bei den bekannten Skelettindividuen zwischen 10 und 13, die der Lendenwirbel zwischen 7 und 9. Allgemein wird deshalb die Anzahl der Rückenwirbel (Brust- und Lendenwirbel) mit mindestens 19 angegeben. Die vordersten Schwanzwirbel wiesen kräftige Dorn- und Querfortsätze und kurze Wirbelkörper auf. Diese wurden zum Ende hin kontinuierlich kleiner. Die Gliedmaßen waren kräftig gebaut. So wurde der Oberarmknochen rund 10 cm lang und wies markante Muskelansatzstellen auf. Zudem war der Schaft nur gering gekrümmt. Elle und Speiche waren kurz und nicht miteinander verwachsen. Die Elle übertraf den Oberarmknochen dabei geringfügig an Länge und wies zudem ein massives oberes Gelenk (Olecranon) auf. Mit rund 12 cm Länge stellte der Oberschenkelknochen den längsten Röhrenknochen dar. Er war ebenfalls massiv und besaß einen schwach ausgebildeten Dritten Trochanter am Schaft. Schien- und Wadenbein waren ebenfalls nicht verwachsen. Die Vorder- und Hinterfüße wiesen jeweils fünf Strahlen auf. Diese lagen leicht zueinander abgespreizt, wobei der Innenstrahl (I) zusätzlich etwas abgesetzt war. Der Mittelstrahl (III) dominierte jeweils, übertraf die angrenzenden Strahlen aber nur geringfügig. Die Hinterfüße waren größer als die Vorderfüße, so erreichte der Metsatarsus III eine Länge von bis zu 3,8 cm, der Metacarpus III dagegen von 3 cm. Die Endglieder hatten eine leicht gebogene und spitze Form und waren extrem hoch und schmal. Sie trugen die ehemaligen Krallen, die aufgrund der Größe der Endglieder an jedem Strahl relativ gleich groß ausgebildet waren.

## Fossilfunde

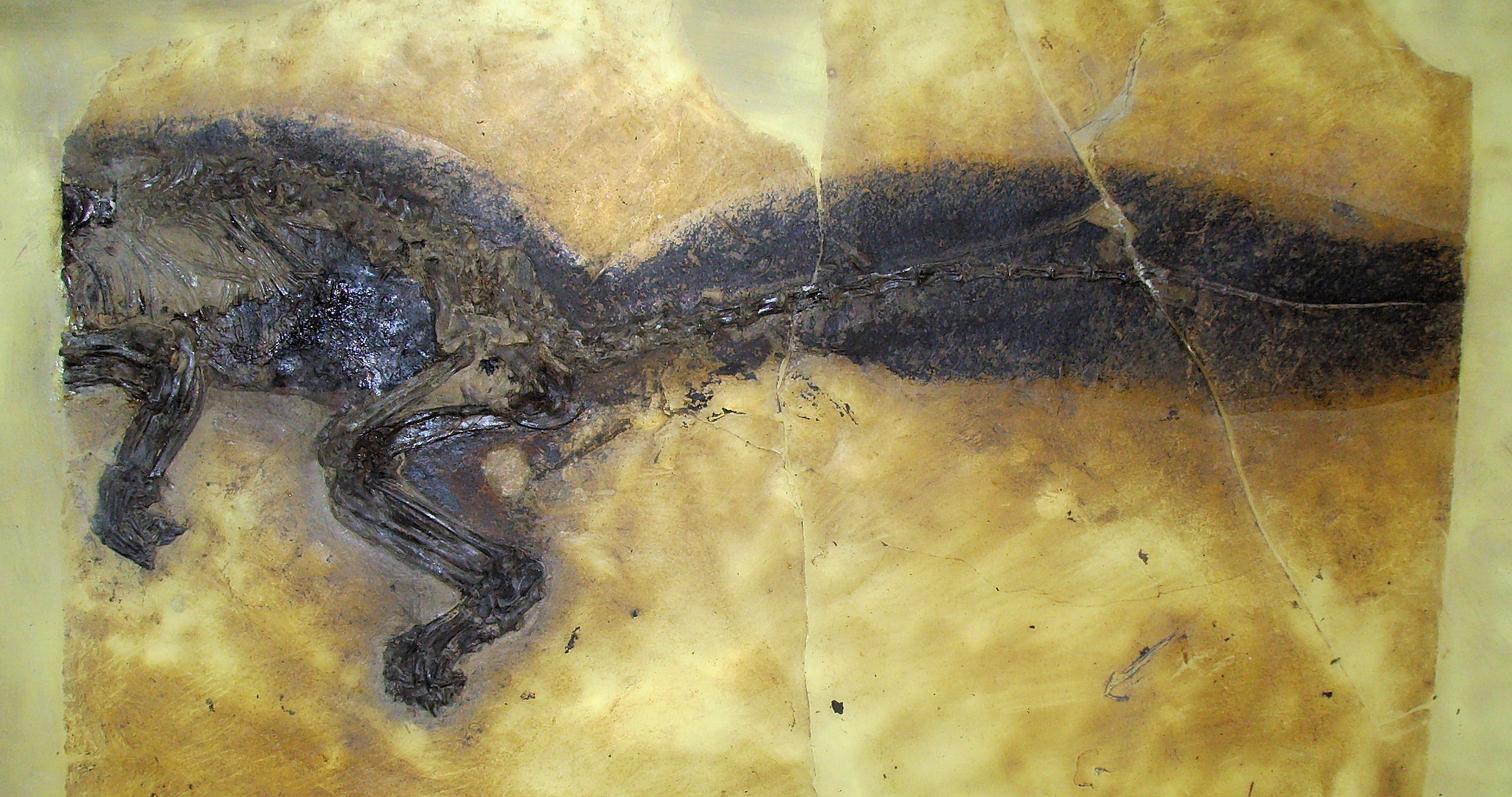
Skelettfund des hinteren Körperteils von Kopidodon mit der Nachzeichnung eines buschigen Schwanzes

Funde von Kopidodon konnten bisher nur aus der Grube Messel bei Darmstadt in Hessen zu Tage gefördert werden. Die Fundstelle datiert in das Mittlere Eozän und ist rund 47 Millionen Jahre alt. Bekannt geworden sind Reste von wenigstens zwei Dutzend Individuen, die neben einzelnen Unterkiefer- und Schädelfunden auch mehrere Teilskelette und wenigstens fünf weitgehend vollständige Skelette umfassen. Diese liegen wie für einen Großteil der Messeler Säugetierfossilien in Seitenlage, wobei sowohl die rechte als auch die linke vorkommt. Einige der vollständigen und teilweise erhaltenen Skelettfunde weisen auch noch zusätzlich eine feine Nachzeichnung der ehemaligen Körperkonturen auf.

## Paläobiologie

Lebendrekonstruktion von Kopidodon

Kopidodon war ein mittelgroßes Säugetier mit langem Schwanz und kurzen Gliedmaßen. Anhand einiger Fossilien ist das Weichteilgewebe zwar nicht selbst erhalten, durch Bakterien allerdings nachgezeichnet (Bacteriographie). Anhand dessen kann ein sehr buschiger Schwanz ermittelt werden. Zudem sind die Ohren deutlich gerundet und relativ klein gewesen.
Das postcraniale Skelett besaß nur wenige Spezialanpassungen Die Hinterbeine sind nur wenig länger als die Vorderbeine. Der voll bewegliche Unterarm, der durch die nicht miteinander verwachsenen Elle und Speiche angezeigt wird, war nicht auf eine schnellläufige (cursoriale) Bewegung ausgerichtet, gleiches ist für den Unterschenkel zu vermerken. Allerdings weist der Oberarmknochen kräftige Muskelansatzstellen auf, die Elle zudem ein ausgedehntes oberes Gelenk, was bei grabenden oder kletternden Tieren typisch ist. Die Struktur der Vorderfüße widerspricht aber einer grabenden Lebensweise. Zwar sind die Hände groß und breit, die Krallen aber gleichbleibend lang; grabende Tiere wie etwa die Gürteltiere haben dagegen häufig einen verlängerten Mittelstrahl. Die deutliche Abspreizung der einzelnen Finger- und Zehenstrahlen zueinander lässt auf eine hohe Beweglichkeit der Vorder- und Hinterfüße schließen, wobei der etwas abstehende Innenstrahl zusätzlich auf eine größere Freiheit des Daumens beziehungsweise Großen Zehs hinweist. Zudem sind die Krallen höher als breit und bieten so wenig Angriffsfläche beim Graben im Boden. Vielmehr ähneln sie heutigen Baumhörnchen und verweisen somit zusammen mit den beweglichen Fingern und Zehen auf eine baumkletternde (arborerale) Lebensweise. Allerdings zeigen die im Vergleich zu den Baumhörnchen kürzeren Hinterbeine bei Kopidodon eine weniger entwickelte Agilität an. Somit dürfte Kopidodon kaum Sprünge von Ast zu Ast getätigt haben, sondern eher kletternd unterwegs gewesen sein, wobei sich die scharfen Krallen zum Festhalten in die Rinde bohrten. Der lange Schwanz weist eine kontinuierliche Verkleinerung der Wirbelkörper auf, wodurch der Schwanz offensichtlich nicht als Greiforgan diente; bei südamerikanischen Primaten zeigen die Greifschwänze einen abrupten Wechsel in der Größe der Wirbelkörper an. Dadurch könnte der Schwanz bei Kopidodon in Verbindung mit der an den großen vorderen Wirbelkörpern ansetzenden kräftigen Schwanzmuskulatur zur Abstützung am Stamm gedient haben, weiterhin aber auch zur Gleichgewichtsregulierung. Am Boden bewegte sich Kopidodon aufgrund des Baus der Vorder- und Hinterfüße plantigrad fort.
Die hinteren Backenzähne weisen den für frühe Höhere Säugetiere typischen tribosphenischen Zahnaufbau mit einer charakteristischen Anordnung der hohen Höckerchen auf den Kauoberflächen auf. Ursprünglich wurde für Kopidodon deshalb eine fleischfressende Lebensweise vermutet, die auf die in Messel zahlreichen Urpferdchen ausgerichtet war. Allerdings ist der tribosphenische Aufbau etwas modifiziert und lässt die scharfen Schneidkanten missen, so dass das Gebiss weniger zum Zerkleinern tierischer, sondern eher zum Zerquetschen pflanzlicher Nahrung geeignet ist. Dafür sprechen auch die Abrasionsspuren an den Molaren, die sich auf der Innenseite der Zähne befinden und in ihrer Ausprägung an jene von spezialisierten Früchtefressern erinnern. Diese Annahme konnte auch mit Hilfe eines im Jahr 1989 entdeckten Skelettindividuums bewiesen werden, das im Magen-Darm-Bereich Nahrungsreste in Form umfangreichen pflanzlichen Materials enthielt und das sich neben einigen wenigen Blättern vor allem aus Früchten und Samen zusammensetzte. Die großen Eckzähne dienten demnach offensichtlich nicht der Nahrungsbeschaffung, könnten aber bei innerartlichen Auseinandersetzungen Einsatz gefunden haben. Als pathologische Abweichung war bei einem Individuum ein überzähliger vierter Molar ausgebildet.

## Systematik
Kopidodon ist eine Gattung aus der Familie der Paroxyclaenidae. Diese stellen urtümliche insektenfresserartige Tiere dar, die vor allem aus dem Eozän von Europa und teilweise auch Asien bekannt sind. Die Paroxyclaenidae gelten heute als Mitglieder der Unterordnung der Pantolesta, deren sowohl inneren als auch weiteren Verwandtschaftsverhältnisse nur unzureichend geklärt sind. Teilweise werden die Pantolesta der Ordnung der Cimolesta zugeschlagen, die frühe insektenfresserartige Säugetiere zusammenfasst und unter Umständen enger an die Ferae gebunden ist. Andere Autoren stellen die Pantolesta wiederum in eine übergeordnete Gruppe namens Proteutheria mit einer näheren Beziehung zu den Insektenfressern. Allgemeinen können die Pantolesta aber als eher basal innerhalb der Höheren Säugetiere eingestuft werden. Eine Studie aus dem Jahr 2013 verweist sie in die Nähe der Leptictida und der Palaeanodonta. Zu den Pantolesta gehören auch die Pantolestidae und damit in die engere Verwandtschaft der Paroxyclaenidae. Die Angehörigen dieser Gruppe lebten allerdings semiaquatisch und ernährten sich von tierischen Resten. Mit Buxolestes ist jedoch auch ein Vertreter in Messel bekannt. Der Ursprung der Pantolesta wird teilweise bei den Leptictida gesehen, die bereits in der oberen Kreide auftraten.
Innerhalb Paroxyclaenidae gehört Kopidodon zur Unterfamilie der Paroxyclaeninae. Ihre Mitglieder zeichnen sich durch einen molarisierten letzten unteren Prämolaren mit gut entwickeltem Metaconid (einer der Haupthöcker auf der Kauoberfläche) aus. Im Gegensatz zu den Paroxyclaeninae besitzen die Merialinae einen einfach gestalteten letzten unteren Vormahlzahn. Aufgrund dieses Merkmals sind als nächste Verwandte von Kopidodon etwa Paroxyclaenus, Vulpavoides und Pugiodens anzusehen, von letzteren beiden finden sich unter anderem Belege in dem zu Messel etwa gleich alten Fundkomplex des Geiseltals. Alle Vertreter der Paroxyclaenidae, von denen Schädelmaterial bekannt ist, weisen wie Kopidodon eine entsprechende stumpfe Schnauze und einen ausgeprägten Scheitelkamm auf. Dies lässt auf eine vergleichbare Spezialisierung in der Ernährungsweise schließen. Allerdings ist Kopidodon die einzige Form mit überliefertem postcranialen Skelettmaterial, zudem gehört sie zu den größten Angehörigen der Familie. Es kann daher nicht gesagt werden, ob die nächsten Verwandten von Kopidodon eine ähnliche baumbewohnende Lebensweise pflegten.
Mit Kopidodon macrognathus ist eine einzige Art bisher bekannt. Ursprünglich beschrieben wurde diese im Jahr 1902 von Ernst Wittich anhand eines Unterkieferfundes als Cryptopithecus macrognathus, wobei die Gattung Cryptopithecus damals als Mitglied der Primaten galt. Ein verdrückter Schädel veranlasste Karl Weitzel im Jahr 1933 zur Erstbeschreibung der Gattung Kopidodon. Aufgrund des Zahnbaus erkannte er Ähnlichkeiten zu Paroxyclaenus, er verwies weiterhin die gesamte von ihm benannte Familie Paroxyclaenidae zu den „Creodonta“, einer Gruppe urtümlicher, räuberisch lebender Säugetiere, die aus heutiger Sicht aber keine geschlossene Einheit bildet. Dies begründete er unter anderem mit der Ausbildung der Eckzähne und der Größenabnahme der hinteren Backenzähne. Nachdem Anfang der 1960er Jahre eine Stellung der Familie innerhalb der „Condylarthra“, urtümliche Huftiere, favorisiert wurde, unterzog Heinz Tobien der Gattung Kopidodon im Jahr 1969 einer Neubeschreibung. Zwischenzeitlich galt sie aber auch als mögliches Mitglied der Insektenfresser. Weitere Untersuchungen und Vergleiche mit anderen paläogenen Säugetieren, so unter anderem Buxolestes erbrachten aber in den 1990er Jahren eine nähere Beziehung zu den Pantolesta.
Der Holotyp (Exemplarnummer: HLMD Me 7226 und 7227) umfasst einen Unterkiefer, einen oberen Eckzahn und einen oberen Teil einer Elle, die Wittich zur Beschreibung der Typusart verwendet hatte; diese liegen jedoch, da die Originale verschollen sind, nur als Abgüsse vor. Als Neotyp (Exemplarnummer: HLMD Me 1388) gilt daher der verdrückte Schädel aus Weitzels Erstbeschreibung der Gattung. Der Gattungsname Kopidodon stammt aus dem Griechischen und setzt sich aus den Wörtern κοπίς (kopís „Schlachtmesser“, „Säbel“) und ὀδούς (odoús „Zahn“) zusammen, er bezieht sich somit auf die besonders große Ausprägung des Eckzahns.